# Dạ

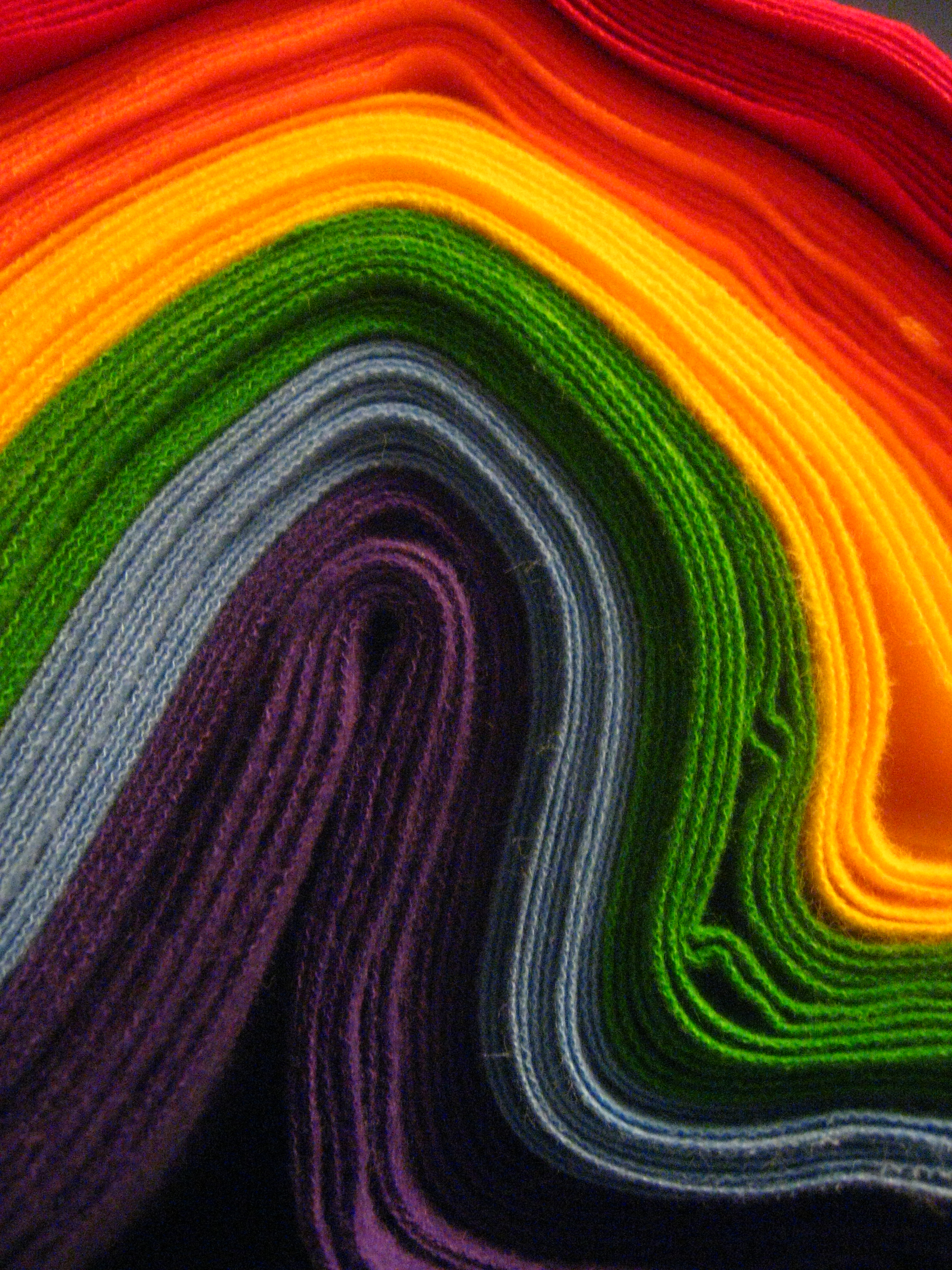
Tấm dạ hình bảy sắc cầu vồng

Dạ là loại hàng dệt, xưa chỉ dùng len nhưng nay dùng cả bông và sợi nhân tạo như polyester.
Hàng dạ cầm trên tay rất mềm vì sau khi dệt đã qua công đoạn chải bằng răng sắt cho xù sợi len thành một lớp trên. Dạ chủ yếu được sử dụng cho các loại áo sơ mi cotton và quần áo len cho những mùa lạnh hơn.

## Nguồn gốc

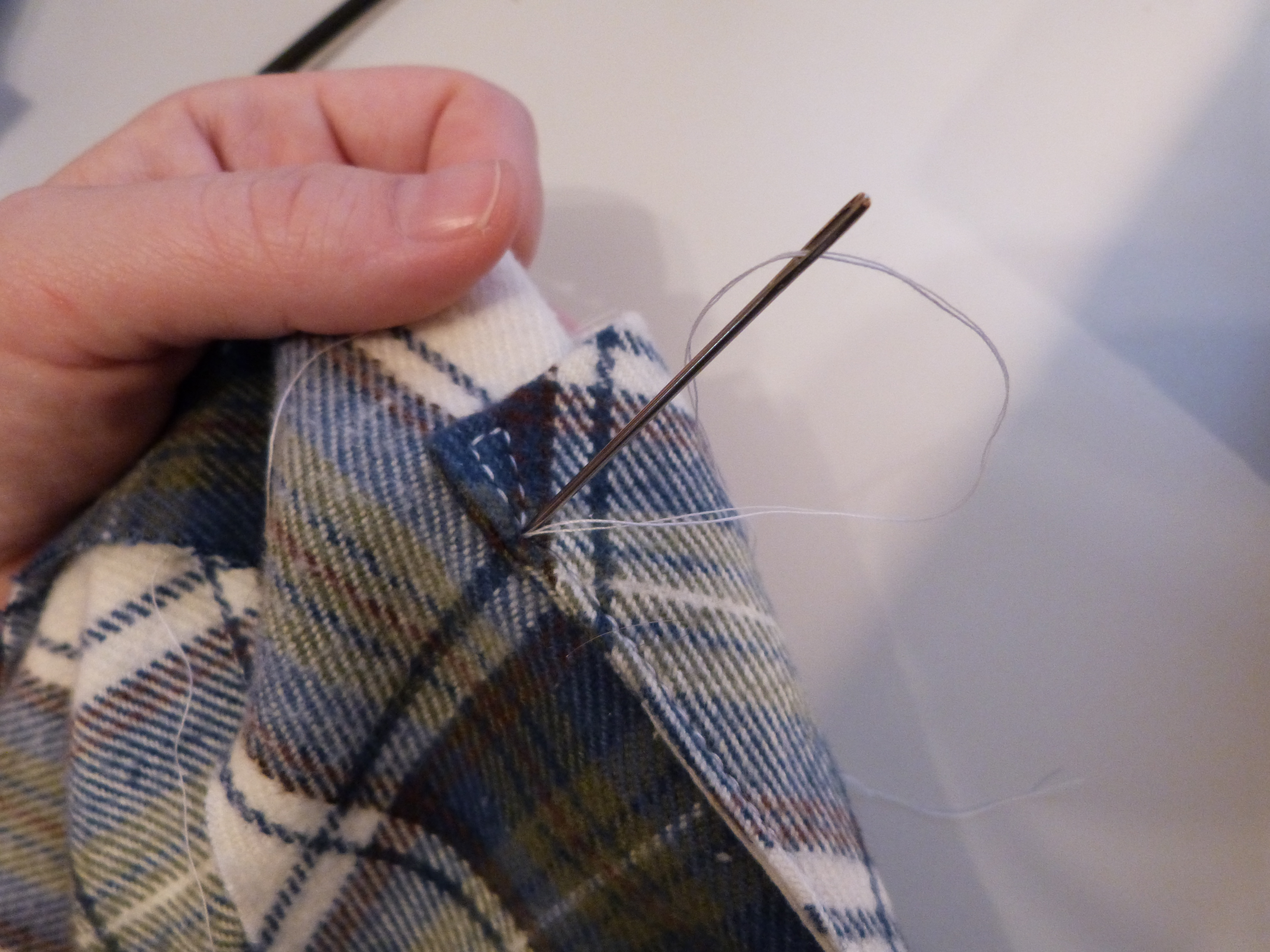
Thợ may đang khâu nút thắt trên vải dạ